# Дудецкий, Николай Митрофанович
Николай Митрофанович Дудецкий (1911—2000) — советский офицер-пехотинец в Великой Отечественной войне, Герой Советского Союза (6.04.1945). Полковник. 

## Биография
Николай Дудецкий родился 24 декабря 1911 года в слободе Калач (ныне — город в Воронежской области) в рабочей семье. После окончания неполной средней школы работал плотником. В 1933 году Дудецкий был призван на службу в погранвойска НКВД СССР, служил в Магнитогорске. После демобилизации остался жить и работать в Магнитогорске, работал помощником машиниста паровых турбин на электростанции, затем инспектором труда Магнитогорского металлургического комбината. 
В 1939 году Дудецкий был повторно призван в Рабоче-крестьянскую Красную Армию. Участвовал в Польском походе РККА и советско-финской войне. В 1940 году окончил курсы усовершенствования командного состава. В 1940 году вновь уволен в запас, жил и работал в Челябинске. 
После начала Великой Отечественной войны, 17 июля 1941 года, был в третий раз призван в РККА. Около года служил в 21-й запасной стрелковой бригаде. С июля 1942 года — на фронтах Великой Отечественной войны. В 1942-1943 годах воевал в составе 1319-го стрелкового полка 185-й стрелковой дивизии 22-й армии. Принимал участие в боях на Центральном, Калининском, 1-м Украинском, Белорусском, 1-м Белорусском фронтах. Участвовал в боях подо Ржевом, Великолукской, Белорусской операциях, освобождении Польши.
В январе 1945 года командир 498-го стрелкового полка 132-й стрелковой дивизии 129-го стрелкового корпуса 47-й армии 1-го Белорусского фронта подполковник Николай Дудецкий совершил выдающийся подвиг во время Висло-Одерской наступательной операции. 15-17 января 1945 года полк Дудецкого первым в дивизии прорвал вражескую оборону к северу от Варшавы и 17 января переправился через Вислу и захватил плацдарм. В последующих боях полк удержал и расширил плацдарм. За период операции полк при минимальных потерях уничтожил около 600 вражеских солдат и офицеров, ещё 40 — взял в плен, а также уничтожил 22 артиллерийских орудия, 27 пулемётов, 14 миномётов, 7 автомашин, 4 склада.
Указом Президиума Верховного Совета СССР от 6 апреля 1945 года за «образцовое выполнение боевых заданий Командования на фронте борьбы с немецкими захватчиками и проявленные при этом отвагу и геройство» подполковнику Николаю Митрофановичу Дудецкому присвоено звание Героя Советского Союза с вручением ордена Ленина и медали «Золотая Звезда» за номером 5707.
Участвовал в Берлинской операции. После окончания войны Дудецкий продолжил службу в Советской Армии. В 1948 году окончил Военную академию имени М. В. Фрунзе. В 1961 году полковник Н. М. Дудецкий уволен в запас. 
Проживал в Чебоксарах, до 1977 года преподавал в Чувашском сельскохозяйственном институте. Умер 10 января 2000 года, похоронен на кладбище № 5 в Чебоксарах.
Н.М. Дудецкий занесен в Почетную Книгу Трудовой Славы и Героизма Чувашской АССР (1978 г.). Бюст Н.М. Дудецкого установлен в городе Калач Воронежской области, мемориальная доска — в Чебоксарах на доме, в котором он жил в 1965—2000 гг. (улица Текстильщиков, 21). Имя Н.М. Дудецкого присвоено ежегодному легкоатлетическому турниру, проводящемуся в Чебоксарах.

## Награды
- Герой Советского Союза (6.04.1945)[3]
- Орден Ленина (6.04.1945)
- Два ордена Красного Знамени (8.08.1944, 18.05.1945)
- Орден Александра Невского (7.09.1943)
- Ордена Отечественной войны 1-й (11.03.1985) и 2-й (18.03.1944) степеней
- Орден Красной Звезды (5.11.1944)
- Медаль «За отвагу» (5.01.1943)
- Медаль «За боевые заслуги» (15.11.1950)
- Медаль «За освобождение Варшавы»
- Медаль «За взятие Берлина»
- Ряд других медалей СССР[1]